# Anacolosa clarkii
Anacolosa clarkii är en tvåhjärtbladig växtart som beskrevs av Jean Baptiste Louis Pierre. Anacolosa clarkii ingår i släktet Anacolosa och familjen Aptandraceae. Inga underarter finns listade i Catalogue of Life.